# 復活節島
復活节岛（西班牙語：Isla de Pascua，發音：[ˈisla ðe ˈpaskwa]），又称拉帕努伊（發音：[ˈɾapa ˈnu.i]，意为“大拉帕岛”，与小拉帕岛相对），另有依照英語音譯為伊斯特島（Easter Island），是南太平洋中的一个岛屿，位于智利以西外海约3600到3700公里处，座標为27°09′S 109°27′W / 27.150°S 109.450°W，约与智利港口卡尔德拉在同一纬度，较圣地亚哥偏北，为智利的特殊领地。复活节岛是世界上最与世隔绝的岛屿之一，离其最近有人定居的皮特凯恩群岛也有2,075公里遠。为瓦尔帕莱索大区瓦尔帕莱索省的一个特别行政区域。该岛形状近似呈一三角形，由三座火山组成，面积为163.6平方公里。与胡安·费尔南德斯群岛并为智利在南太平洋的两个特殊领地。

## 名称由来
1722年復活節，荷兰西印度公司的探險家雅各布·罗赫芬率领的一支舰队首次发现这个位于南太平洋中的小岛。羅赫芬在航海图上用墨笔记下此岛的位置，並在旁边记下“复活节岛”，从此“复活节岛”之名为世人所知。1774年，英国探险家詹姆斯·库克船长再次找到该岛。1914年开始对复活节岛进行相关的考察和研究活动。但是当今的人类学界多根据当地的语言称此岛为“拉帕努伊岛”（Rapa Nui），这是1860年代来自大溪地的波利尼西亚劳工对它的称呼。

## 历史

### 原住民的由来

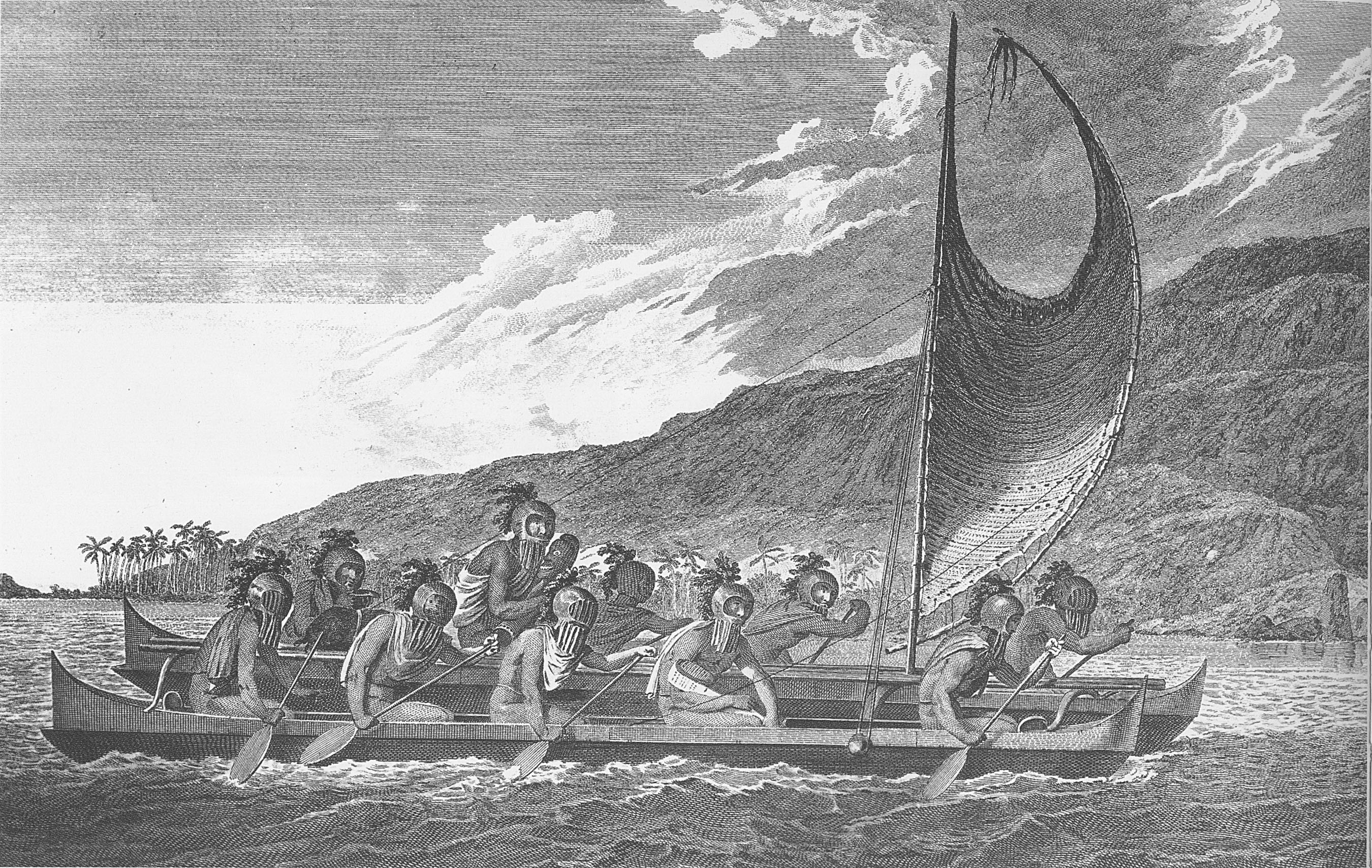
波利尼西亚人双体木船

由于没有文字资料的记载，复活节岛最初的历史已经无法重建。岛上原居民世代流传着一个传说，他们的先人，大酋长霍图·玛图阿带着妻子和全家乘坐一或两只独木舟来到该岛。而人类学家对于岛上居民由来的问题也颇有争议，但今日复活节岛上的原住居民却是毫无疑问地属于南岛語族波利尼西亚人的后代，他们说着一种波利尼西亚语的方言拉帕努伊语。1774年库克船长来到此岛时，一名来自大溪地有着波利尼西亚血统随行人员可以和当地居民交谈。据推测，拉帕努伊岛居民的祖先们从西面的马克萨斯群岛乘坐波利尼西亚特有的独木舟，借着信风自西向东航行，越过数千公里的浩瀚汪洋来到此地。遥远的征途对于以高超的航海技术闻名于世的波利尼西亚人来说并非是不可能完成任务，当欧洲人只敢在白天沿着海岸线航行的时候，他们已经可以在广阔的南太平洋驰骋纵横。
無法確知波利尼西亚人何時抵达该岛，大多数资料及比较语言学的研究成果认为大约在公元300年—400年左右，这也就是夏威夷岛最早有人定居的时间。但一些科学家根据当地居民砍伐树林时产生的木炭进行的放射性碳定年法实验得出的结果推测的这一日期可能迟至公元700-800年。现在也有人根据不同实验材料断言，拉帕努伊岛出现人类的时间大约在公元1200年左右，这就是该岛森林开始消失的时候。
挪威的著名人类学家托尔·海尔达尔指出许多拉帕努伊岛文化与南美大陆印第安人文化的相似之处，并认为可能有来自秘鲁的印第安人与波利尼西亚人同时生活在此岛上。现今的考古证据表明，拉帕努伊岛的文明并没有非拉帕努伊岛文化的影响。与海尔达尔时代不同的是，当代科学家可以利用DNA分析对拉帕努伊岛原住居民进行基因测试，结果发现他们确实是波利尼西亚人的后代。但是大部份拉帕努伊岛原住居民在19世纪被抓走或强逼离开该岛，当时残留在岛上的原住居民人口数量可能只有历史峰值人口的1-2%，DNA分析只能说明那些残留的人是波利尼西亚裔。此外海尔达尔发现拉帕努伊人的主食番薯，是一种原产南美的植物。但有观点认为，以波利尼西亚人高超的航海技术，抵达南美海岸带回这种植物的可能性，比南美人将番薯带到拉帕努伊岛的可能性要大得多。

### 文明初始
今日的复活节岛树木稀疏、土地贫瘠、水土流失严重，一片荒凉的景象。但在波利尼西亚人刚刚抵达该岛之時远非如此。对复活节岛的池塘与沼泽地沉积层钻孔取样的花粉分析指出，复活节岛曾经覆蓋著由乔木、灌木、蕨类植物、草本植物所组成的浓密的亚热带阔叶林，火山喷发产生的火山灰为植物生长提供理想养料，这里是一个自然生态的天堂。岛上有一种叫做“豪豪”（hauhau）的树，其纤维可以用来做绳索，还有一种叫做托罗密罗（toromiro）的树，它密度较大适作木雕，也可用来烧火。而岛上最常见的是一种与智利酒棕榈相似的拉帕努伊棕榈，智利酒棕榈树高度可达82英尺、直径6英尺。其树径上没有树枝、是理想的制造搬运工具与船只的材料，它的果实可以食用，还可以制糖、酿酒。但如今拉帕努伊棕榈已经滅絕。
波利尼西亚人在来到该岛的时候，也带来香蕉、芋头、番薯、甘蔗、构树果实等植物以及家鸡，老鼠也藏匿在船只裡一起来到复活节岛，位于美国奥尔巴尼市纽约州博物馆的戴维·斯特德曼教授（David Steadman），通过对岛上居民的生活垃圾进行分析。复活节岛居民的食物构成中，鱼类占不到四分之一，远少于其他波利尼西亚地区鱼类占90%的情况。这是由于复活节岛距离赤道较远，海水的温度不利于珊瑚与鱼类生存，且该岛周围多为悬崖峭壁，能够浅潭捕鱼的地方较少。拉帕努伊的居民们的主食靠他们带来的种植物、和饲养的家鸡提供。为补充蛋白质，他们乘坐棕榈树木做成的船只出海捕捉鼠海豚，这构成食物的三分之一左右。岛上筑巢繁殖的鸟类、上岸交配的海豹都是居民的美食。

### 文明的繁荣

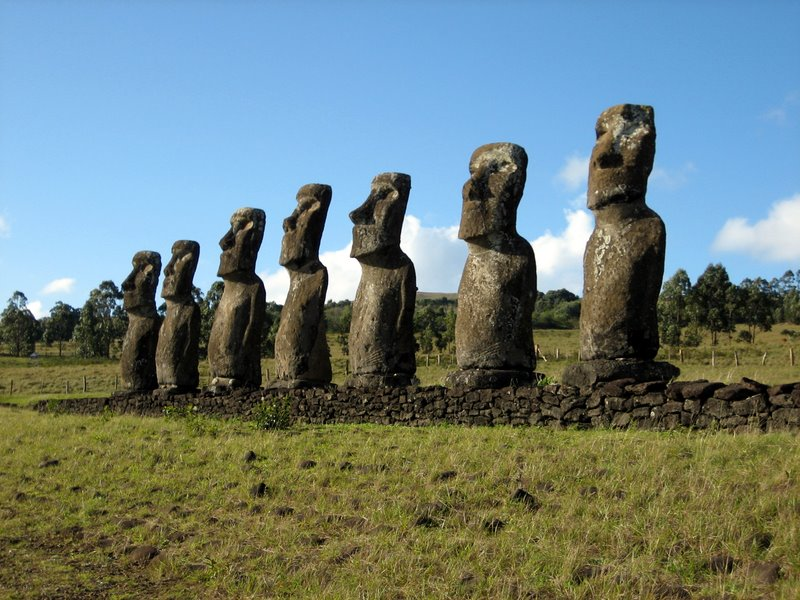
全岛仅有一处面海的摩艾群，位于阿胡阿基维

当波利尼西亚人定居此岛数百年后，人口数量迅速增加，在西方人发现此岛前的一两个世纪达到顶峰，约7000人到20000人左右。大酋长霍图·玛图阿的后裔分裂成许多氏族与部落，各自有着自己的领地范围。与此同时，岛内的政治系统与社会阶级的分化开始形成，为文明的繁盛创造先决条件。根据拉帕努伊人的口头传说与早期欧洲航海家的记录。岛民分成“长耳人”与“短耳人”两个阶层，前者有在耳垂上穿孔并戴上耳夹的习惯，他们代表的是社会的的较高等级：酋长与祭司。而后者代表着社会的相对较低等级：劳动者。大约在十世纪到十六或十七世纪的岁月裡，拉帕努伊人开始修建大量的巨型石像：摩艾（Moai），这些石像与岛民的宗教与祭祀活动有着密切的关系。像这样的石像一共制造近千个，它们每一个都重达几十吨，高数米，是岛民们用玄武岩制成的斧头加工岛上火山喷发形成的凝灰岩与火山岩而成，再用哈兀哈兀树纤维制成的绳索与棕榈树制成的木橇杆运送到全岛各地并竖立起来。在所有的波利尼西亚民族中，拉帕努伊人也是唯一一个发明文字书写系统的。氏族中祭司们在木板上镌刻一种独特的象形文字，并称之为朗格朗格（Rongorongo），意为“会说话的木头”。

### 环境的破坏与文明的衰落
根据沉积层中的花粉分析显示，大约在公元800年左右，人类的树木采伐活动已经开始。随着人口数量的不断增加，为了给粮食作物开辟种植园、为了建造船只出海猎取海豚、为了运送与竖起石像，有越来越多的树木被砍倒。老鼠也是树木减少的另一重要原因，考古学家在岛上洞穴中发现的一些棕榈果实因为老鼠的啃食而失去发芽的能力。加之岛上传播树木花粉与种子的鸟类遭人类捕杀殆尽，到了1400年之后，所有的棕榈树灭绝。在海尔达尔访问复活节岛时，全岛只剩下一株托罗密罗树在垂死挣扎，不久后这颗仅存的托罗密罗树也死亡。（幸运的是其种子已带到瑞典的哥特堡植物园培育，并保存下来，日后得以重返复活节岛。）

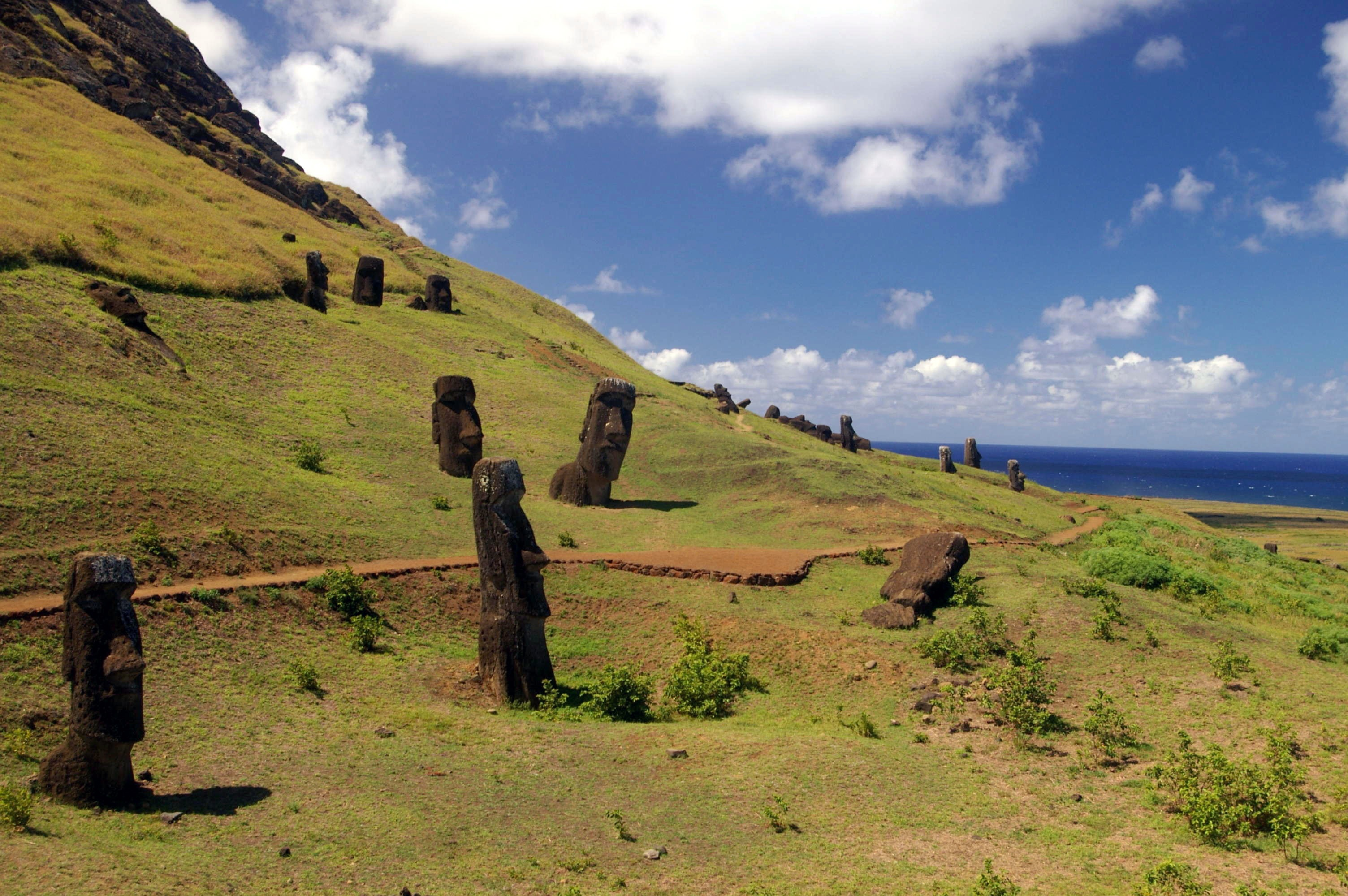
散落在拉诺拉拉库采石场大量处于雕刻的各个阶段未完工的摩艾石像，全岛绝大多数摩艾石像都是在这里雕刻的。

环境的剧变也给岛民的生活习惯带来巨大的冲击，岛上所有的陆生鸟类与半数的海鸟都因人类的捕食而灭绝。海岸边的贝壳也由于过度捕捞数量大幅减少，岛民越来越多人轉而食用原先很少吃的小海螺。由于失去木头建造船只，西元1500年后海豚的骨头也从人类的生活垃圾中消失。拉帕努伊人变成纯粹的农民，越来越依赖粮食作物，并更加重視养鸡，土地也因为树木的砍伐造成的水土流失越来越贫瘠。
随着岛内资源的枯竭，没有足够的的食物剩余来养活社会的统治阶层祭司与贵族们，原先复杂的社会结构瓦解，大量未完工的石像抛弃在拉诺拉拉库（Rano Raraku）的采石场和运送的途中。在整个17与18世纪，岛内的歷史充斥著连绵的战争，全岛各处至今仍然散布着当时的石制匕首与长枪，岛民们的居住地点从地上转到了遍布全岛的地下洞穴内。到18世纪初，也就是雅可布·羅赫芬发现复活节岛之时(1722年)，全岛的人口只剩2000人左右，即高峰期的四分之一到十分之一。在1770年左右，岛上的各氏族开始推倒属于对手氏族的摩艾，并砍下摩艾的头颅。到了1864年西方传教士登陆复活节岛的时候，发现所有的摩艾都已推倒。

### 与西方文明的接触

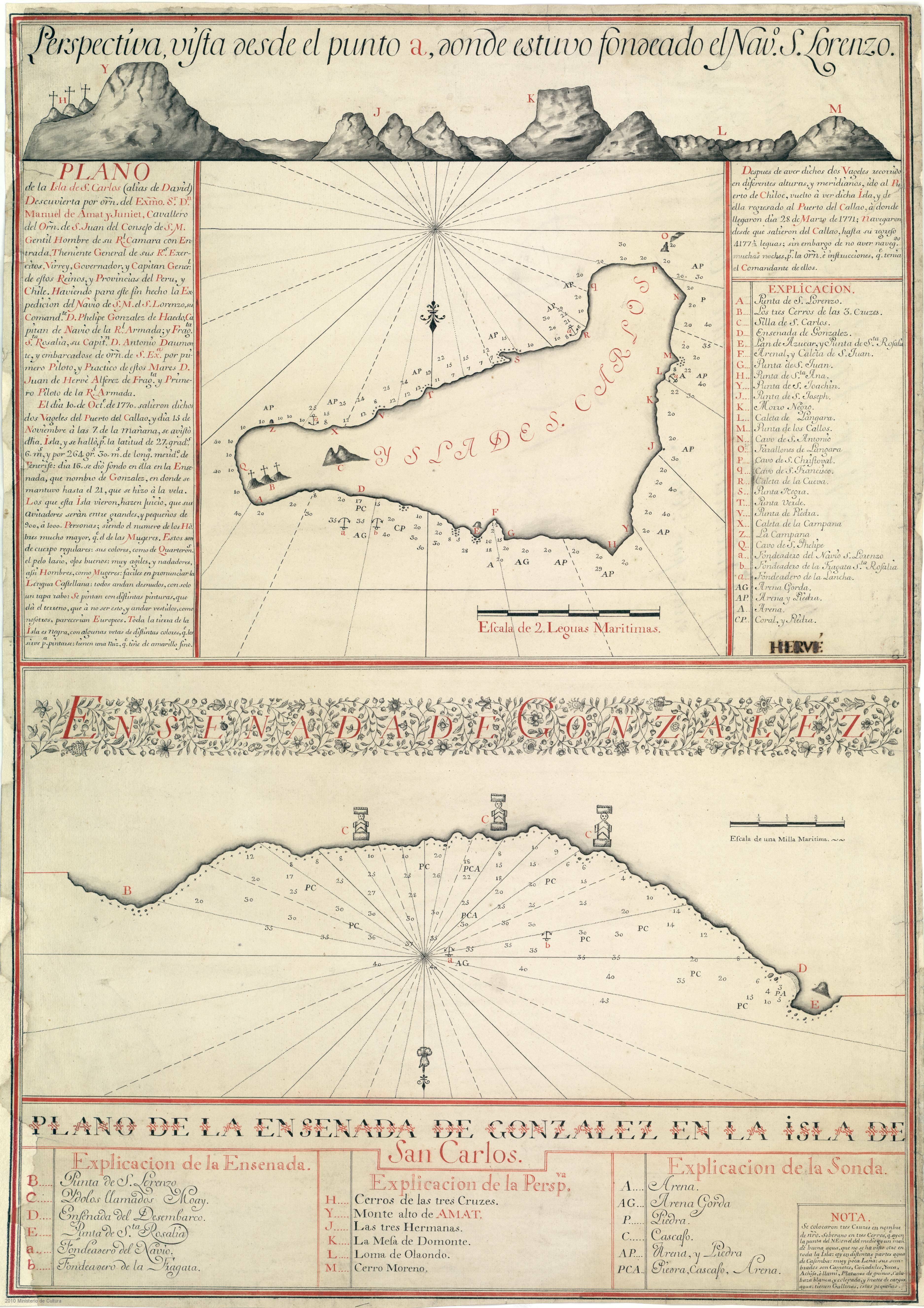
1772年唐·菲利普·冈萨雷斯探险队绘制的复活节岛航海图（该图上南下北）

1722年4月5日荷兰探险家雅可布·羅赫芬的舰队首次登上此岛，并发现岛上外貌装束奇特的居民和耸立的摩艾石像，洛加文简单察看后断言石像是由粘土制成的。神经紧张的荷兰船员在开枪打死9至10名拉帕努伊人后离开复活节岛，西方世界与拉帕努伊文明接触的第一次记录即这样以流血开始，不過因為之後沒有比較深入的接觸，所以，原則上當地文明的衰敗與西方入侵沒有太大的關聯。
1770年11月15日，西班牙海军将领唐·菲利普·冈萨雷斯指挥的两只海军舰船再次造访该地，对全岛进行全面的勘察，并将其名为Isla de San Carlos岛。在岛上的三个高地上树立起木质十字架之后，以西班牙国王查理三世的名义宣布吞并此岛，并一去不复返。
1774年，英国探险家詹姆斯·库克船长再次找到该岛，开始对复活节岛进行相关的考察和研究活动，并很快发现复活节岛的原住居民与其他波利尼西亚岛民的同源性。库克船长没有轻信雅可布对摩艾石像的论断，带人用锄头敲击石像后火星四溅，发现石像是火山岩雕制的。
1786年，法国探险家从智利合恩角驶来，抵达复活节岛。在此期间，他为复活节岛绘制详图。此后他继续驶向夏威夷群岛、日本、和亚洲各国的航程。

### 奴隶贩卖

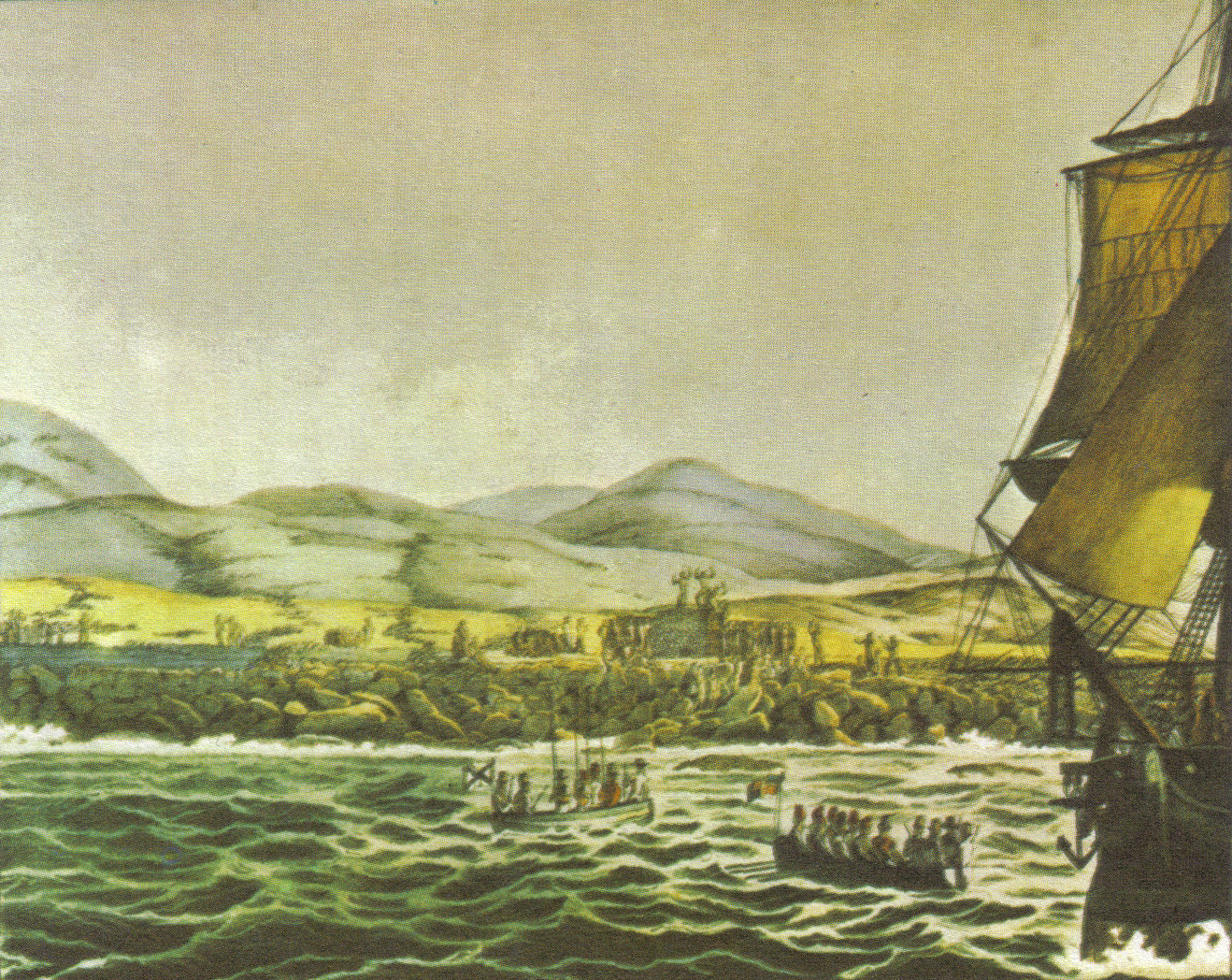
西方殖民主义者开始屡屡造访复活节岛

1805年，复活节岛上发生第一起奴隶贩卖活动。一艘美国捕鲸船在一番激战后，抓走22名岛民。自此之后，奴隶贩卖活动就不断袭击复活节岛。自雅各布1722年登陸复活节岛至1862年的一百多年裡，有案可查的造访复活节岛的船只就有53船次之多，他们中的相当一部分是為奴隶贩卖而來。1862年10月，巨大的灾难降临，两艘奴隶船從复活节岛抓走150个拉帕努伊居民，以$300的均价贩卖到秘鲁。该年的10月到次年3月，又有1000至1400名岛民為秘鲁和西班牙的奴隶贩子所捕捉、贩卖，他们中的90%在接下来的几个月內死于非人的折磨和疾病。由于国际社会的抗议，秘鲁政府被迫将100餘名剩余的拉帕努伊居民送返，但在回程的旅途中封闭船仓内又有天花爆发，只有15人活着回到复活节岛。此次劫难幸存者又将天花病毒带到岛上，致使原住居民大量死亡，自此通晓拉帕努伊传统文化和能书写朗格朗格的祭司阶层完全消失，全岛的人口数量跌至600餘人。1864年西方的传教士来到复活节岛，并把所有的拉帕努伊人变成天主教徒。
成為天主教徒後的拉帕努伊人的灾难并未就此结束，1870年代，岛上大多数居民都被送至大溪地岛做劳工。至1877年，岛上只剩下约150餘名拉帕努伊人。

### 當代
1888年9月9日，智利政府與復活節島的居民簽署協定（Tratado de Anexión de la isla），吞併復活節島。在之後的一段長時間內，復活節島租給牧羊公司放牧。拉帕努伊人受限在島上特定資源匱乏的區域內，過着缺衣少食的生活，任何試圖偷竊羊隻的人都會流放到南美大陸。忍無可忍的拉帕努伊人發動起義，殺掉牧場的羊隻，闖入嚴禁進入的區域和倉庫，但最終起義以失敗而告終。1916年，來自智利的主教訪問這一地區，並將他看到的拉帕努伊人悲慘的生活境遇曝光，牧場的統治自此終止。1952年，智利海軍藉以「基於國防地緣戰略的極其重要性」的理由開始對復活節島的軍事統治，拉帕努伊人如過去一樣過著受到限制的生活。直到1956年，海軍撤離復活節島，並永久解除對原住居民的限制，拉帕努伊人開始第一次的民主選舉。原有的傳統和文化也得到一定程度的恢復和重建。
自1971年起，島上每年夏末（一月或二月）都舉辦一次盛大的塔帕蒂（Tapati）文化節，以紀念拉帕努伊人曾經輝煌和燦爛的過去。新頒布生效的「復活節島法案（16442）」實施一系列措施刺激發展經濟。全島唯一的機場同時也是美軍空軍基地的馬塔維里國際機場建成後，來自世界各地大量的遊客湧入復活節島觀光，外部世界給復活節島的社會與文化帶來重大的改變。今日島上約60%的居民是拉帕努伊人的後裔，其餘的是來自南美大陸歐洲裔的移民。拉帕努伊語在復活節島的使用也在漸漸減少，受廣播與電視的影響，年輕一代的原著居民多以西班牙語作為他們的母語。拉帕努伊的傳統文化面臨著消亡的危機。

## 地理

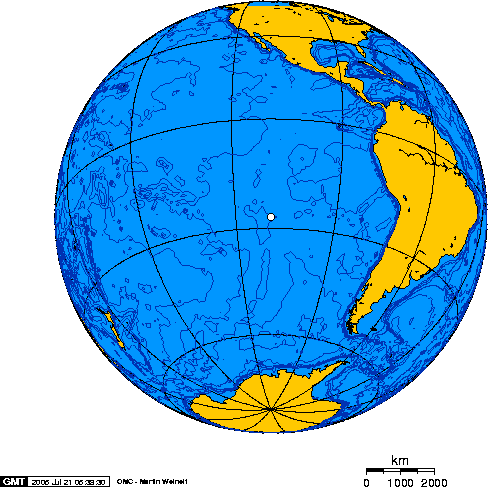
正投影圖

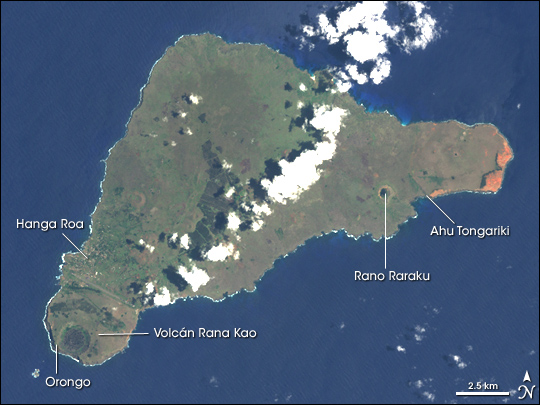
復活節島衛星圖

复活节岛位于智利首都圣地亚哥以西3700公里，大溪地以东4,000公里的太平洋上，距离最近的薩拉戈麥斯島有415公里，是典型的海上孤岛，亦稱「地球的肚脐」。全岛周长60公里，面积大约180平方公里。岛的周边海域因为受秘鲁洋流的影响，渔业资源丰富。
在行政上，复活节岛隶属于智利的瓦尔帕莱索地区，时区为西六区。据2002年的人口统计，该岛一共有3,791名居民，其中有3,304人居住在首府汉加洛（Hanga Roa）。复活节岛以其分布在海滨沿线为数众多的巨型石刻摩艾石像而闻名于世，1995年，拉帕努伊国家公园（即复活节岛）經联合国教科文组织列入世界遗产。
| 复活节岛                                 | 复活节岛    | 复活节岛    | 复活节岛    | 复活节岛     | 复活节岛     | 复活节岛     | 复活节岛     | 复活节岛    | 复活节岛    | 复活节岛    | 复活节岛    | 复活节岛    | 复活节岛        |
| 月份                                     | 1月         | 2月         | 3月         | 4月          | 5月          | 6月          | 7月          | 8月         | 9月         | 10月        | 11月        | 12月        | 全年            |
| ---------------------------------------- | ----------- | ----------- | ----------- | ------------ | ------------ | ------------ | ------------ | ----------- | ----------- | ----------- | ----------- | ----------- | --------------- |
| 历史最高温 °C（°F）                      | 32.0 (89.6) | 31.0 (87.8) | 32.0 (89.6) | 31.0 (87.8)  | 30.0 (86.0)  | 29.0 (84.2)  | 31.0 (87.8)  | 28.3 (82.9) | 30.0 (86.0) | 29.0 (84.2) | 33.0 (91.4) | 34.0 (93.2) | 34.0 (93.2)     |
| 平均高温 °C（°F）                        | 27.0 (80.6) | 27.3 (81.1) | 26.9 (80.4) | 25.4 (77.7)  | 23.4 (74.1)  | 22.0 (71.6)  | 21.3 (70.3)  | 21.2 (70.2) | 21.7 (71.1) | 22.5 (72.5) | 23.9 (75.0) | 25.4 (77.7) | 24.0 (75.2)     |
| 日均气温 °C（°F）                        | 23.3 (73.9) | 23.6 (74.5) | 23.1 (73.6) | 21.8 (71.2)  | 20.2 (68.4)  | 18.8 (65.8)  | 18.2 (64.8)  | 18.0 (64.4) | 18.3 (64.9) | 19.1 (66.4) | 20.4 (68.7) | 21.8 (71.2) | 20.6 (69.1)     |
| 平均低温 °C（°F）                        | 19.8 (67.6) | 20.2 (68.4) | 19.9 (67.8) | 18.9 (66.0)  | 17.7 (63.9)  | 16.5 (61.7)  | 15.7 (60.3)  | 15.4 (59.7) | 15.5 (59.9) | 16.0 (60.8) | 17.3 (63.1) | 18.4 (65.1) | 17.6 (63.7)     |
| 历史最低温 °C（°F）                      | 12.0 (53.6) | 14.0 (57.2) | 11.0 (51.8) | 12.7 (54.9)  | 10.0 (50.0)  | 7.0 (44.6)   | 9.4 (48.9)   | 7.0 (44.6)  | 8.0 (46.4)  | 8.0 (46.4)  | 8.0 (46.4)  | 12.0 (53.6) | 7.0 (44.6)      |
| 平均降水量 mm（）                        | 72.8 (2.87) | 84.8 (3.34) | 95.6 (3.76) | 120.7 (4.75) | 152.9 (6.02) | 106.3 (4.19) | 105.1 (4.14) | 93.8 (3.69) | 86.8 (3.42) | 68.0 (2.68) | 74.0 (2.91) | 86.4 (3.40) | 1,147.2 (45.17) |
| 平均相對濕度（％）                       | 79          | 80          | 80          | 80           | 79           | 79           | 79           | 79          | 79          | 78          | 79          | 79          | 79              |
| 来源1：Meteorología Interactiva          |             |             |             |              |              |              |              |             |             |             |             |             |                 |
| 来源2：Deutscher Wetterdienst (极端气温) |             |             |             |              |              |              |              |             |             |             |             |             |                 |

## 交通
岛内没有铺设铁路，因此以巴士与出租车为岛上居民以及游人提供便利。此外，岛上也提供汽车和自行车的租赁服务。
岛上的马塔维里国际机场每周都有五班往返于圣地亚哥的智利国家航空的航班。

## 石像
复活节岛以887多尊充满神秘的巨型石像吸引各国的观光客和考古学家，大大小小的成員人头巨石遍布全岛，称为摩艾石像。 其中以亚虎达喜（Ahu Tahai）、亚虎亚基维（Ahu Akivi）、拉诺拉拉库（Rano Raraku）和安纳根纳湾（Anakena Bay）最为集中。石像經考古學家挖取發現，並不是全部为半身，大多整齐排列在4米多高的长方形石台上，背向大海。石像高7—10米，重量从20吨—90吨，最重的竟然达200吨。有的石像戴着红帽子。石像都是长脸、长耳、双目深凹、削额高鼻，下巴棱角分明，表情沉毅自信。还有的石像裝有眼珠。
2011年考古學家Terry Hunt及Carl P. Lipo實驗移動石像的方法，由國家地理頻道記錄，利用三條繩子綁在石像上於左、右、後三個位置，用人力的方法左右拉動而後方用作穩定讓石像擺動，讓石像成功「行走」起來，被認為是解開移動石像的謎團。

## 朗格朗格

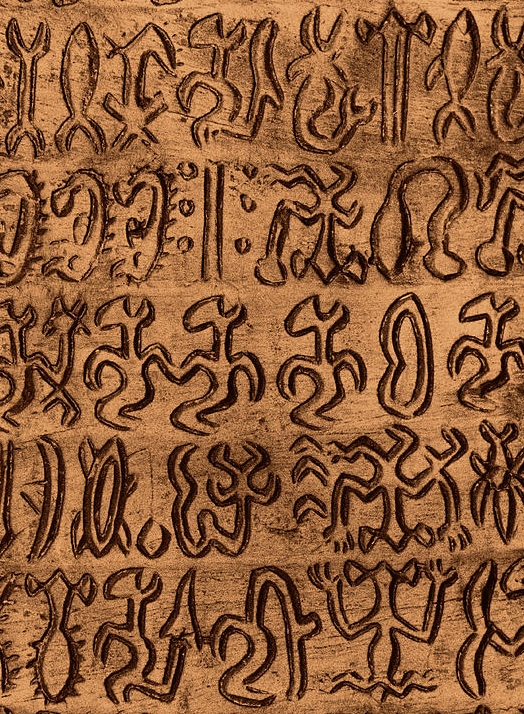
朗格朗格

在石像附近曾经发现过刻满奇异图案的木板，人称“会说话的木板”，但这些木板后来遭遇“文明者”带来的浩劫。在探险家发现复活节岛之后，欧洲的传教士纷纷来岛上传播上帝的“旨意”。他们下令，将这些木板统统烧掉。只有一个当地居民抢下25块木板，将它们钉成一条渔船，逃到海上。后来这25块木板保存下来，成為世界各地著名博物馆的館藏。这些幸免于难的“会说话的木板”长2米，两边用鲨鱼牙或坚硬的石头刻上方形图案，像鱼、鸟、草木和船桨等，也有一些几何图形。可是，这些“会说话的木板”上的图案究竟是不是文字，又有何種含義，至今仍是不解之謎。

## 传记
- Diamond, Jared. . New York: Viking. 2005. ISBN 978-0-14-303655-5.
- Fischer, Steven Roger. . Journal of the Polynesian Society. 1995, (104): 303–21.
- Fischer, Steven Roger. . New York: Copernicus/Springer-Verlag. 1997.
- Fischer, Steven Roger. . Oxford and New York: Oxford University Press. 1997. ISBN 978-0-19-823710-5.
- Heyerdahl, Thor. Thor Heyerdahl & Edwin N. Ferdon Jr. , 编. . Stockholm: Forum. 1961.
- Heyerdahl, Thor. . 1958.
- McLaughlin, Shawn. . Los Osos: Easter Island Foundation. 2007.
- Metraux, Alfred. . Bernice P. Bishop Museum Bulletin. 1940, (160).
- Pinart, Alphonse. . Le Tour du Monde; Nouveau Journal des Voyags. 1877, 36: 225  [2019-05-03]. （原始内容存档于2017-07-16）.
- Routledge, Katherine. . London. 1919. ISBN 978-0-404-14231-5.
- Steadman, David. . University of Chicago Press. 2006. ISBN 978-0-226-77142-7.

## 延伸阅读
- Altman, Ann M. . Los Osos: Easter Island Foundation. 2004.
- Englert, Sebastian F. . New York: Charles Scribner's Sons. 1970.
- Erickson, Jon D.; Gowdy, John M. . Land Economics. 2000, 76 (3): 345–354. JSTOR 3147033. doi:10.2307/3147033.
- Kjellgren, Eric. . New York: The Metropolitan Museum of Art. 2001  [2019-05-03]. ISBN 9781588390110. （原始内容存档于2018-10-13）.
- Lee, Georgia. . Los Angeles: The Institute of Archaeology Publications. 1992. ISBN 978-0-917956-74-4.
- Pendleton, Steve; Maddock, David. . London: Pacific Islands Study Circle. 2014  [2019-05-03]. ISBN 978-1-899833-22-1. （原始内容存档于2022-05-11）.
- Shepardson, Britton. . Santiago: Rapa Nui Press. 2013. ISBN 978-9569337000.
- Thomson, William J. . Annual Reports of the Smithsonian Institution for 1889. 1891: 447–552.in Google Books
- van Tilburg, Jo Anne. . Washington, D.C.: Smithsonian Institution Press. 1994. ISBN 978-0-7141-2504-6.
- Vergano, Dan. "Were rats behind Easter Island mystery?" （页面存档备份，存于） USA Today (15 November 2009)

## 外部連結
- PBS-復活節島的秘密 （页面存档备份，存于）
- OpenStreetMap上有關復活節島的地理